# Catalán central

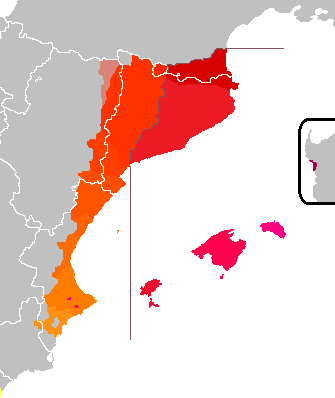
Dialectos del catalán.

Dialecto catalán central dentro del catalán.

El catalán central, a veces llamado catalán oriental central aunque no haya ningún occidental central, es el dialecto oriental con más peso demográfico, ya que incluye toda la provincia de Barcelona, la mitad oriental de la de Tarragona y la mayor parte de la de Gerona excepto por el dialecto de transición.
- Subdialectos:
  - Tarragonés (comparte algunos rasgos con el dialecto noroccidental)
  - Septentrional de transición (comparte algunos rasgos con el dialecto septentrional)
  - Barcelonés, en el área de Barcelona.

- Rasgos dialectales:
  - Xipella
  - Catalán salat de la Costa Brava

- Hablas sociales barcelonesas:
  - Habla chava
  - Habla bleda
  - Catalán light

## Rasgos más significantes
- Artículos definidos: els, la, els, les. Personales: en, el, la.
- Verbos incoativos con incremento en -eix.
- Palabras propias: ànec, sorra, ocell, etc.
- Sistema vocálico tónico de siete sonidos y átono de tres.
- Iodización.
- Plurales en -s.

- Datos: Q2941602